# Janez Mlinar (smučarski tekač)
Janez Mlinar, slovenski smučarski tekač, * 14. avgust 1941, Rateče, † 2. april 2020, Rateče.
Mlinar je za Jugoslavijo nastopil na Zimskih olimpijskih igrah 1968 v Grenoblu, kjer je  tekmoval v teku na 15, 30 in 50 km. V teku na 15 kilometrov je osvojil 43. mesto, v teku na 30 km je bil 47., teka na 50 km pa ni končal.